# 艾吉哈佐什豪劳斯蒂
艾吉哈佐什豪劳斯蒂，是匈牙利巴兰尼亚州所辖的一个村。总面积10.99平方公里，总人口305，人口密度27.8人/平方公里（2011年1月1日）。